# Елліот Ліб
Еліот Гершель Ліб (31 липня 1932 , Бостон ) — американський математик і фізик, професор Принстонського університету. Праці переважно з математичної фізики, статистичної механіки, теорії конденсованого стану та функціонального аналізу. 
Зокрема, зробив внесок у такі теми, як квантова механіка, класична проблема багатьох тіл

, 
структура атома
, 
стабільність матерії
, 
функціональні нерівності
, 
теорія магнетизму
, 
модель Габбарда
. 
Всього опублікував понад 400 книг та статей
.

## Біографія
Народився 1932 року в Бостоні, штат Массачусетс. 
У 1953 році здобув ступінь бакалавра з фізики в Массачусетському технологічному інституті. 
В 1956 здобув докторський ступінь з математичної фізики в британському Бірмінгемському університеті

.
Після цього, у 1956-1957 роках, Ліб був стипендіатом програми Фулбрайта в японському Кіотському університеті. 
В 1960 — 1963 роках він працював штатним фізиком-теоретиком у корпорації IBM. 
В 1963 — 1966 роках — ад'юнкт-професор фізики в ізраїльському Ієшіва-університеті, потім два роки провів у Північно-східному університеті Іллінойсу. 
В 1968 — 1975 роках був професором у Массачусетському технологічному інституті. 
З 1975 — професор в Принстоні
.
Дружина — Крістіана Феллбаум, також професор Принстонського університету.
Багато років Ліб відмовлявся від стандартної практики передачі авторських прав на свої дослідні статті академічним видавництвам. 
Натомість він обмежувався тим, що давав видавцям свою згоду на публікацію.

## Наукова діяльність

### Статистична механіка, розв'язні системи
Ліб відомий багатьма новаторськими результатами у статистичній механіці, що стосуються, зокрема, розв'язуваних систем. Його численні роботи зібрані у збірниках «Статистична механіка» 
 
і «Фізика конденсованого стану і точно розв'язувані моделі» 
, 
а також у книзі Деніела Меттіса 
. 
Вони розглядають (серед іншого) моделі типу Ізінга, моделі феромагнетизму і сегнетоелектрики, точне рішення 6-вершинних моделей для двовимірної "крижаної моделі", одномірний дельта-бозе-газ (тепер званий моделлю Ліба — Лінігера) і модель Габбарда.
Разом з Денієлом Меттісом і Теодором Шульцем він розв'язав в 1964 році двомірну модель Ізінга (з новим висновком точного рішення Ларса Онсагера за допомогою перетворення Джордана - Вігнера передавальних матриць) і в 1961 році модель XY, явно розв'язувану одновимірну модель зі спином 1/2. 
В 1968 разом із Фа-Юе Ву він дав точне рішення одновимірної моделі Габбарда.
У 1971 році він і Невіл Темперлі представили алгебру Темперлі-Ліба для побудови певних передавальних матриць. 
Ця алгебра також пов'язана з теорією вузлів та групою кіс, квантовими групами та субфакторами алгебр фон Неймана.
Разом з Дерек В. Робінсоном в 1972 році вивів обмеження на швидкість поширення інформації в нерелятивістських спінових системах з локальними взаємодіями. 
Вони стали відомі як границі Ліба-Робінсона і відіграють важливу роль, наприклад, у визначенні меж помилок у термодинамічній межі або у квантових обчисленнях. 
Їх можна використовувати для доказу експоненційного зменшення кореляцій у спинових системах або для тверджень про перевищення над основним станом у багатовимірних спинових системах (узагальнені теореми Ліба-Шульца-Маттіса).
У 1972 році він і Мері Бет Раскей довели сильну субадитивність квантової ентропії, теорему, яка є фундаментальною для квантової теорії інформації. 
Ця тема тісно пов'язана з тим, що відомо як нерівність обробки даних у квантовій теорії інформації. 
Доказ сильної субадитивності Ліба-Раскей засновано на більш ранній статті, в якій Ліб довів кілька важливих гіпотез про операторні нерівності, включаючи гіпотезу Вігнер-Янасе-Дайсона 
..
У 1997—1999 роках Ліб разом з Якобом Інгвасоном представив надзвичайно оригінальне строге трактування збільшення ентропії в другому законі термодинаміки та адіабатичної доступності.
.

### Квантові системи багатьох тіл та стабільність матерії
У 1975 році Ліб і Вальтер Тіррінг знайшли доказ стабільності матерії, який був коротшим і концептуальнішим, ніж доказ Фрімена Дайсона та Ендрю Ленарда від 1967 року. 
Їх доказ заснований на новій нерівності в спектральній теорії, яка стала відома як нерівність Ліба-Тірінга. 
Останнє стало стандартним інструментом щодо великих ферміонних систем, наприклад, для (псевдо)релятивістських ферміонів у взаємодії з класичними або квантованими електромагнітними полями. 
З математичної сторони нерівність Ліба-Тіррінга також викликала величезний інтерес до спектральної теорії. операторів Шредінгера
. 
Ця плідна дослідницька програма привела до багатьох важливих результатів, які можна прочитати в його збірці «Стабільність матерії: від атомів до зірок» 
, 
а також у його книзі «Стабільність матерії у квантовій механіці» (з Робертом Сейрінгером) 
.
Ґрунтуючись на оригінальній теоремі Дайсона-Ленарда про стійкість матерії, Ліб разом із Джоелем Лебовицем вже в 1973 році представили перший доказ існування термодинамічних функцій для квантової матерії. 
Разом з Гайде Нарнхофер він зробив те саме для електронного газу, що лягло в основу більшості функціоналів у теорії функціоналу густини.
У 1970-ті роки Ліб і Баррі Саймон вивчили кілька нелінійних наближень рівняння Шредінгера для багатьох тіл, зокрема метод Гартрі — Фока і модель атомів Томаса-Фермі. 
Вони надали перший суворий доказ того, що остання дає провідний порядок енергії для великих нерелятивістських атомів. 
Разом із Рафаелем Бенгурією та Хаїмом Брезісом він вивчив кілька варіантів моделі Томаса-Фермі.
Проблема іонізації в математичній фізиці вимагає визначення строгої верхньої межі числа електронів, що можуть пов'язати атом з ядерним зарядом. 
Експериментальні та чисельні дані, мабуть, припускають, що може бути не більше одного або, можливо, двох додаткових електронів. 
Суворий доказ цього твердження є відкритою проблемою. 
Аналогічне питання можна поставити і щодо молекул. 
Ліб довів відому верхню межу числа електронів, які може зв'язати ядро. 
Пізніше разом з Ісраелем Майклом Сігалом, Баррі Саймоном і Вальтером Тіррінгом він вперше довів, що надмірний заряд асимптотично малий в порівнянні з ядерним зарядом.
Разом із Якобом Інгвасоном він здійснив доказ формули для енергії основного стану розріджених бозе-газів. Згодом разом з Робертом Зайрінгером та Якобом Інгвасоном він вивчав рівняння Гросса-Пітаєвського для енергії основного стану розріджених бозонів у пастці, починаючи з квантової механіки багатьох тіл 
. 
Роботи Ліба з Джозефом Конлоном та Хорнг-Цер Яу, а також з Яном Філіпом Соловеєм над тим, що відомо як «закон {\displaystyle N^{7/5}} для бозонів» дають перше обґрунтування теорії спарювання Боголюбова.
У квантовій хімії Ліб відомий тим, що в 1983 році представив перше строге формулювання теорії функціонала щільності з використанням засобів опуклого аналізу. 
Універсальний функціонал Ліба дає найменшу енергію кулонівської системи із заданим профілем щільності для мішаних станів. 
У 1980 році він разом зі Стівеном Оксфордом довів нерівність Ліба — Оксфорда
, 
яка дає оцінку мінімально можливої класичної кулонівської енергії при фіксованій щільності і пізніше використовувалася для калібрування деяких функціоналів, таких як PBE і SCAN. 
Пізніше, разом з Матьє Левіном і Робертом Заїрінгером, він дав перше обґрунтування наближення локальної густини для повільно мінливих густин 
.

### Математичний аналіз
У 1970-ті роки Ліб зайнявся варіаційним численням та диференціальними рівняннями у частинних похідних, і вніс у ці розділи математики фундаментальний внесок.
Важливою темою був пошук кращих наближень для констант у кількох нерівностях функціонального аналізу, які Ліб потім використовував для дослідження нелінійних квантових систем. 
Його результати у цьому напрямі зібрані у збірнику Нерівності
. 
Серед нерівностей, у яких він визначив точні параметри, — нерівність Юнга та нерівність Гарді — Літтлвуда — Соболєва, які обговорюватимуться нижче. Він також розробив інструменти, які зараз вважаються стандартними в аналізі, такі як нерівності перестановки або лема Брезіса–Лієба, яка дає член, що бракує, в лемі Фату для послідовностей функцій, що сходяться майже скрізь.
Разом з Гермом Браскемпом і Хоакіном Латтінгером він довів в 1974 році узагальнення згаданої вище нерівності перестановки, встановивши, що деякі полілінійні інтеграли збільшуються, коли всі функції замінюються їх симетричною спадною перестановкою. 
Разом із Фредеріком Альмгреном він прояснив властивості безперервності перестановки. 
Перестановка часто використовується для доказу рішень у деяких нелінійних моделях.
У двох відомих роботах (одна в 1976 році з Гермом Браскемпом і ще одна монографія в 1990 році) Ліб встановив справедливість і визначив найкращі константи для цілого сімейства нерівностей, яке узагальнює, наприклад, нерівність Гельдера, нерівність Юнга для згорток та Луміса - Вітні. 
Воно тепер відоме як нерівність Браскампа - Ліба. 
Суть у цьому, що найкраща константа визначається випадком, коли це функції є гауссіанами. 
Нерівність Браскампа - Ліба знайшла додатки та узагальнення, наприклад, у гармонійному аналізі.
Використовуючи нерівності перестановки та методи компактності, Ліб довів в 1983 існування оптимізаторів для нерівності Гарді — Літтлвуда — Соболєва і нерівності Соболєва. 
Він також визначив найкращу константу в деяких випадках, виявивши та використовуючи конформну інваріантність проблеми та зв'язавши її за допомогою стереографічної проекції з конформно еквівалентною, але більш вирішальною проблемою на сфері. 
Новий доказ (без перестановок) було надано пізніше Рупертом Франком, що дозволило розглянути випадок групи Гейзенберга 
.
В 1977 Ліб довів єдиність (з точністю до симетрії) основного стану для рівняння Шокара - Пекара, також званого рівнянням Шредінгера - Ньютона
, 
що може описувати самогравіруючий об'єкт або електрон, що рухається в поляризованому середовищі (полярон). 
Разом з Лоуренсом Томасом він надав 1997 року варіаційний висновок рівняння Шокара — Пекара з моделі квантової теорії поля (гамільтоніан Фреліха). 
Ця проблема була вирішена раніше Монро Донскер і Шрініваса Варадхан з використанням методу інтеграла по імовірнісних шляхах.
В іншій роботі з Хермом Браскампом в 1976 Ліб поширив нерівність Прекопа - Лейндлера [en] на інші типи опуклих комбінацій двох позитивних функцій. Він посилив цю нерівність і нерівність Брунна - Мінковського, ввівши поняття суттєвого додавання.
Ліб також написав статті про гармонійні відображення, що викликали загальний інтерес, у тому числі з Фредеріком Альмгреном, Хаїмом Брезисом і Жаном-Мішелем Короном. 
Зокрема, Альгрем і Ліб довели обмеження на кількість особливостей гармонійних відображень, що мінімізують енергію.
Нарешті, слід згадати його підручник «Аналіз» із Майклом Лоссом
. 
Він став стандартом для аспірантів з математичного аналізу. 
Він розвиває всі традиційні методи аналізу у короткій, інтуїтивно зрозумілій формі з упором на додатки.

## Нагороди та визнання
- 1974: запрошений доповідач на Міжнародному конгресі математиків у Ванкувері (Томас Фермі та теорія Хартрі Фока).
- 1978: премія Денні Гайнемана з математичної фізики[25]
- 1988: премія Біркгофа Американського математичного товариства;
- 1989: Гіббсівська лекція
- 1992: медаль Макса Планка Німецького фізичного товариства[26]
- 1994: запрошений доповідач на Міжнародному конгресі математиків у Цюриху
- 1998: медаль Больцмана[en][27]
- 2002: 
  - премія Рольфа Шока[28]
  - Австрійська відзнака за науку та мистецтво[en][29]
  - премія Леві Л. Конанта[en] спільно з Якобом Інгвасоном
- 2003: премія Анрі Пуанкаре[en][30]
- 2004: почесний доктор математичного факультету LMU Мюнхена
- 2012: 
  - стипендія фонду Саймонса[en]
  - член Американського математичного товариства[31]
- 2013: іноземний член Королівського товариства[32]
- 2021: медаль та премія Інституту Ервіна Шредінгера з математики та фізики[en][33]
- 2022: 
  - медаль і нагорода Американського фізичного товариства за «Надзвичайні досягнення в дослідженні» [34]
  - премія Гаусса Міжнародного союзу математиків на ICM 2022 у Гельсінкі[35]
  - медаль Дірака Міжнародного центру теоретичної фізики (ICTP)[36]

## Доробок

### Книги
- Lieb, Elliott H.; Seiringer, Robert. The stability of matter in quantum mechanics. Cambridge University Press, 2010 ISBN 978-0-521-19118-0[18]
- Lieb, Elliott H.; Loss, Michael. Analysis. Graduate Studies in Mathematics, 14. American Mathematical Society, Providence, RI, 1997. xviii+278 pp. ISBN 0-8218-0632-7[24]
- Lieb, Elliott H.; Seiringer, Robert; Solovej, Jan Philip; Yngvason, Jakob. The mathematics of the Bose gas and its condensation. Oberwolfach Seminars, 34. Birkhäuser Verlag, Basel, 2005. viii+203 pp. ISBN 978-3-7643-7336-8; 3-7643-7336-9[19]

### Статті
- Statistical mechanics. Selecta of Elliott H. Lieb. Edited, with a preface and commentaries, by B. Nachtergaele, J. P. Solovej and J. Yngvason. Springer-Verlag, Berlin, 2004. x+505 pp. ISBN 3-540-22297-9[7]
- Condensed matter physics and exactly soluble models. Selecta of Elliott H. Lieb. Edited by B. Nachtergaele, J. P. Solovej and J. Yngvason. Springer-Verlag, Berlin, 2004. x+675 pp. ISBN 3-540-22298-7[8]
- The Stability of Matter: From Atoms to Stars. Selecta of Elliott H. Lieb (4th edition). Edited by W. Thirring, with a preface by F. Dyson. Springer-Verlag, Berlin, 2005. xv+932 pp. ISBN 978-3-540-22212-5[9]
- Inequalities. Selecta of Elliott H. Lieb. Edited, with a preface and commentaries, by M. Loss and M. B. Ruskai. Springer-Verlag, Berlin, 2002. xi+711 pp. ISBN 3-540-43021-0[10]

### Як редактор
- Lieb, Elliott H. and Mattis, Daniel C., editors. Mathematical Physics in One Dimension: Exactly Soluble Models of Interacting Particles, Academic Press, New York, 1966. ISBN 978-0-12-448750-5[14]

### Інші
- The Physics and Mathematics of Elliott Lieb. Edited by R. L. Frank, A. Laptev, M. Lewin and R. Seiringer. EMS Press, July 2022, 1372 pp. ISBN 978-3-98547-019-8[37]